# Ахарнес
Ахарнес (грч. Αχαρνές Acharnes) је осмо по величини насеље у Грчкој и једно од највећих предграђа главног града Атине. Ахарнес припада округу Источна Атика у оквиру периферије Атика.

## Положај
Ахарнес се налази северно од управних граница Атине. Удаљеност између средишта ова два насеља је око 10 км.

## Становништво
Кретање броја становника у општини по пописима:
| 1981.  | 1991.  | 2001.  | 2011.   |
| ------ | ------ | ------ | ------- |
| 41.068 | 61.352 | 75.341 | 106.943 |